# Dobroselec
Dobroselec (bułg. Доброселец) – wieś w południowej Bułgarii, w obwodzie Chaskowo, w gminie Topołowgrad.
Wieś położona jest u podnóża góry Sakar, 10 km ot miasta Topołowgrad. Przez miejscowość przepływa Golama reka.
Na terenach Dobroselca znajdują się największe złoże złota w Bułgarii.
W miejscowości mieszczą się pozostałości rzymskiech term wraz ze źródłami ciepłej wody mineralnej, kopce trackie oraz zachowane groby celtyckie, bowiem w okresie największego rozprzestrzenienia Celtowie zamieszkiwali tereny dzisiejszej południowo-wschodniej Bułgarii.
Dobroselec jest cenionym ośrodkiem wypoczynkowo-rekreacyjnym ze względu na bogate walory przyrodnicze, dobre warunki do łowienia ryb, liczne zabytki oraz znajdującą się tu jaskinię Kapa Koliowi dupki.
Święty sobór w Dobroselcu odbywa się 14 października, w tzw. petkowden.